# 2024년 하계 올림픽 조선민주주의인민공화국 선수단
조선민주주의인민공화국은 2024년 7월 26일부터 8월 11일까지 프랑스 파리에서 열린 2024년 하계 올림픽에 참가했다. 조선민주주의인민공화국은 코로나19 범유행을 이유로 2021년에 열렸던 2020년 도쿄 하계 올림픽에 불참했었고 이에 2022년 말까지 국제 올림픽 위원회(IOC)로부터 2022년 베이징 동계 올림픽 참가 금지를 포함한 자격 정지 징계를 받았다. 징계가 풀린 이후에 8년 만에 처음으로 참가한 하계 올림픽에서 7개 종목 16명의 선수가 출전했다.

## 출전 선수
| 종목   | 남자 | 여자 | 전체 |
| ------ | ---- | ---- | ---- |
| 육상   | 1    | 0    | 1    |
| 복싱   | 0    | 2    | 2    |
| 다이빙 | 1    | 2    | 3    |
| 체조   | 0    | 1    | 1    |
| 유도   | 0    | 1    | 1    |
| 탁구   | 1    | 2    | 3    |
| 레슬링 | 1    | 4    | 5    |
| 전체   | 4    | 12   | 16   |

## 메달리스트
2024년 7월 30일, 김금영·리정식 선수가 탁구 혼성 복식에서 은메달을 획득, 조선민주주의인민공화국의 대회 첫 메달을 기록하였다.
2024년 7월 31일, 여자 10 m 플랫폼 싱크로나이즈 종목에서 김미래·조진미 선수가 은메달을 기록하였다.
2024년 8월 4일, 복싱 여자 54 kg급(밴텀급)에서 방철미 선수가 동메달을 기록하였다.
2024년 8월 5일, 다이빙 여자 10 m 플랫폼에서 김미래 선수가 동메달을 기록하였다. 김미래 선수는 7월 31일, 여자 10 m 플랫폼 싱크로나이즈 종목 은메달에 이어 대회 두 번째 메달을 획득하였다.
2024년 8월 6일, 레슬링 남자 그레코로만형 60 kg급에서 리세웅 선수가 동메달을 기록하였다.
2024년 8월 8일, 레슬링 여자 자유형 53 kg급에서 최효경 선수가 동메달을 기록하였다.
- 은메달
  - 리정식·김금영(탁구 혼합 복식)[2][3]
  - 김미래·조진미(다이빙 여자 10 m 싱크로)[4][5]
- 동메달
  - 방철미(복싱 여자 밴텀급)[6][7]
  - 김미래(다이빙 여자 10 m 플랫폼)[8][9]
  - 리세웅(레슬링 남자 그레코로만형 밴텀급)[10][11]
  - 최효경(레슬링 여자 자유형 밴텀급)[12][13]

### 메달 집계
| 종목   | 1 | 2 | 3 | 합계 |
| 다이빙 | 0 | 1 | 1 | 2    |
| 레술링 | 0 | 0 | 2 | 2    |
| 탁구   | 0 | 1 | 0 | 1    |
| 복싱   | 0 | 0 | 1 | 1    |
| 합계   | 0 | 2 | 4 | 6    |

## 종목별 성적

### 다이빙
남자
| 선수   | 세부 종목  | 예선 | 예선 | 준결선 | 준결선 | 결선 | 결선      |
| 선수   | 세부 종목  | 점수 | 순위 | 점수   | 순위   | 점수 | 최종 순위 |
| 임영명 | 10m 플랫폼 |      |      |        |        |      |           |

여자
| 선수          | 세부 종목               | 예선      | 예선      | 준결선    | 준결선    | 결선 | 결선      |
| 선수          | 세부 종목               | 점수      | 순위      | 점수      | 순위      | 점수 | 최종 순위 |
| 김미래        | 10m 플랫폼              |           |           |           |           |      |           |
| 조진미 김미래 | 10m 싱크로나이즈 플랫폼 | 경기 없음 | 경기 없음 | 경기 없음 | 경기 없음 |      |           |

### 레슬링
그레코로만형
남자
| 선수   | 세부 종목 | 예선 (상대 /결과) | 16강전 (상대 /결과) | 8강전 (상대 /결과) | 준결승 (상대 /결과) | 결승/순위 결정전 (상대 /결과) | 최종 순위 |
| 리세웅 | -60 kg    |                   |                     |                    |                     |                               |           |

자유형
여자
| 선수   | 세부 종목 | 예선 (상대 /결과) | 16강전 (상대 /결과) | 8강전 (상대 /결과) | 준결승 (상대 /결과) | 결승/순위 결정전 (상대 /결과) | 최종 순위 |
| 김선향 | -53 kg    |                   |                     |                    |                     |                               |           |
| 최효경 | -62 kg    |                   |                     |                    |                     |                               |           |
| 문현경 | -68 kg    |                   |                     |                    |                     |                               |           |

### 육상
마라톤 종목 출전 기준 기록인 남자 2시간 8분 10초를 한일룡이 넘지 못하며 출전이 어려웠으나, 여러 국가들이 올림픽 무대에 출전할 수 있도록 마련된 제도인 보편성 쿼터제를 통해 출전하게 되었다.
트랙 / 도로 경기
| 선수   | 세부 종목 | 1차 예선 | 1차 예선 | 2차 예선 | 2차 예선 | 준결선 | 준결선 | 결선 | 결선      |
| 선수   | 세부 종목 | 기록     | 순위     | 기록     | 순위     | 기록   | 순위   | 기록 | 최종 순위 |
| 한일룡 | 마라톤    |          |          |          |          |        |        |      |           |

### 복싱
올림픽 예선을 겸한 2022년 아시안 게임 복싱에서 방철미와 원은경이 각각 금메달과 은메달을 획득해 올림픽 본선에 진출했다.
여자
| 선수   | 세부 종목 | 32강           | 16강           | 8강            | 준결승         | 결승           | 결승 |
| 선수   | 세부 종목 | 상대 선수 결과 | 상대 선수 결과 | 상대 선수 결과 | 상대 선수 결과 | 상대 선수 결과 | 순위 |
| 방철미 | -54kg     |                |                |                |                |                |      |
| 원은경 | -60kg     |                |                |                |                |                |      |

### 유도
여자
| 선수   | 세부 종목 | 64강전              | 32강전              | 16강전              | 8강전               | 준결승              | 패자 부활전         | 결승 / 순위 결정전  | 최종 순위 | 최종 순위 |
| 선수   | 세부 종목 | 상대 선수 경기 결과 | 상대 선수 경기 결과 | 상대 선수 경기 결과 | 상대 선수 경기 결과 | 상대 선수 경기 결과 | 상대 선수 경기 결과 | 상대 선수 경기 결과 | 최종 순위 | 최종 순위 |
| 문성희 | -70 kg    |                     |                     |                     |                     |                     |                     |                     |           |           |

### 체조

#### 기계체조
여자
| 선수   | 종목 | 예선 | 예선       | 예선   | 예선 | 예선 | 예선 | 결선 | 결선       | 결선   | 결선 | 결선 | 결선 |
| 선수   | 종목 | 기구 | 기구       | 기구   | 기구 | 총합 | 순위 | 기구 | 기구       | 기구   | 기구 | 총합 | 순위 |
| 선수   | 종목 | 도마 | 이단평행봉 | 평균대 | 마루 | 총합 | 순위 | 도마 | 이단평행봉 | 평균대 | 마루 | 총합 | 순위 |
| ------ | ---- | ---- | ---------- | ------ | ---- | ---- | ---- | ---- | ---------- | ------ | ---- | ---- | ---- |
| 안창옥 | 개인 |      |            |        |      |      |      |      |            |        |      |      |      |

### 탁구
여자
| 선수   | 세부 종목 | 예선             | 1라운드          | 2라운드          | 3라운드          | 16강전           | 8강전            | 4강전            | 결승 / 3,4위전   | 결승 / 3,4위전 |
| 선수   | 세부 종목 | 상대 선수 스코어 | 상대 선수 스코어 | 상대 선수 스코어 | 상대 선수 스코어 | 상대 선수 스코어 | 상대 선수 스코어 | 상대 선수 스코어 | 상대 선수 스코어 | 최종 순위      |
| 편송경 | 단식      |                  |                  |                  |                  |                  |                  |                  |                  |                |

혼성
| 선수          | 세부 종목 | 16강전           | 8강전            | 4강전            | 결승 / 3,4위전   | 결승 / 3,4위전 |
| 선수          | 세부 종목 | 상대 선수 스코어 | 상대 선수 스코어 | 상대 선수 스코어 | 상대 선수 스코어 | 최종 순위      |
| 리정식 김금영 | 복식      |                  |                  |                  |                  |                |

## 같이 보기
- 2024년 하계 올림픽
- 2022년 아시안 게임 조선민주주의인민공화국 선수단
- 2024년 하계 올림픽 대한민국 선수단